# 歡呼
《歡呼》（日语：エール）為日本放送協會於2020年3月30日至2020年11月27日播出的第102部晨間小說連續劇，由窪田正孝主演。

## 簡介，企劃與製作
本劇是以創造出「桂冠因你而閃耀」、「六甲嵐」等知名應援歌的已故昭和時代作曲家古關裕而及其夫人古關金子的半生為原型人物，同時紀念主角冥誕110週年，並連同該年慶祝舉辦2020東京奧運。也是是首部採用4K製作的晨間劇，也因應NHK為了減輕拍攝現場的負擔所實施「工作方式改革」，取消自2010年起每周六集的播放方式，自本劇開始晨間劇從一週六集縮短為五集。週六同一時間播出由日村勇紀主持的一週劇情回顧和下週預告。
2019年2月28日公布製作相關事宜，並發表由窪田正孝擔任男主角。這也是繼2014年後期晨間劇《阿政》的玉山鐵二後，睽違6年後再次啟用男性為晨間劇主角。也是晨間劇開播第12位男主角。女主角則是經過徵選選出，6月3日公布二階堂富美從2082位競爭者中脫穎而出，擔任女主角，9月6日公布其他演員人選。
因COVID-19關係，本劇於6月29日至9月11日間一度暫停播映，集數亦由130集縮減至120集。

## 故事內容
1909年的福島，出生老字號和服店繼承人的古山裕一，個性柔弱內斂且常常發呆，讓周遭的人認為他一無是處。但在接觸音樂後，他逐漸發掘自己的音樂興趣及才能，並透過自學不斷精進自己。青年時的裕一更瞞著父母參加海外作曲比賽，在比賽中榮獲佳績的他人生因此而改變。此時在銀行工作的他也認識了以歌手為目標的女學生，分隔福島及豐橋兩地的兩人透過書信往來，最終結婚並上京，譜出無數經典歌曲。然而當國家陷入戰亂，裕一收到國軍的邀請而創作多首軍歌，也知曉許多青年唱著他的歌曲而戰死沙場。心痛之餘，戰後的他決定與妻子透過音樂來撫慰人心並傳達勇氣，立志要演奏代表新時代的音樂。

## 登場人物

### 主角
- 古山裕一：窪田正孝（幼年期：石田星空）（香港配音：李凱傑、魏惠娥（幼年））

本劇主角。
- 關內音→古山音：二階堂富美（幼年期：清水香帆）（香港配音：張頌欣）

裕一的妻子。

### 福島的人們

#### 古山家
- 古山三郎：唐澤壽明（香港配音：潘文柏）

裕一的父親。角色原型為古關三郎次。
- 古山雅（古山まさ）：菊池桃子（香港配音：梁少霞）

裕一的母親。角色原型為古關久（古関ヒサ）。
- 古山浩二→畠山浩二：佐久本寶（日语：佐久本宝）（幼年期：潤浩）（香港配音：鍾見麟）

裕一的弟弟。角色原型為古關弘之。
- 古山華→霧島華：古川琴音（嬰兒期：、幼年期：田中乃愛（日语：田中乃愛）、少女期：根本真陽（日语：根本真陽））（香港配音：凌晞）

裕一的女兒。

#### 霧島家
- 霧島明（霧島アキラ）：宮澤冰魚（香港配音：黃積權）

洛卡比里歌手，小華的丈夫。
- 阿明的父親：春山清治
- 阿明的母親：兼平由佳理
- 霧島裕太：安達聖真（幼年期：塚尾櫻雅）

阿明的兒子。
- 霧島杏：田中悠愛

阿明的女兒。

#### 權藤家
- 權藤茂兵衛：風間杜夫（香港配音：陳永信）

裕一的舅舅。角色原型為武藤茂平。
- 權藤絹子：村上里美

茂兵衛的妻子。
- 權藤源藏：（香港配音：黃子敬）

裕一的外祖父。
- 權藤八重：三田和代（日语：三田和代）（香港配音：黃麗芳）

裕一的外祖母。

#### 村野家
- 村野善治：山本浩司（日语：山本浩司 (俳優)）（香港配音：陳卓智）

鐵男的父親。
- 村野富紀子：延增靜美（日语：延増静美） （香港配音：林元春）

鐵男的母親。
- 村野鐵男：中村蒼（幼年期：込江大牙）（香港配音：李鎮然、鄭麗麗（童年））

裕一的幼年玩伴。角色原型為野村俊夫。

#### 藤堂家
- 藤堂清晴：森山直太朗（香港配音：黃啟昌）

裕一的恩師。角色原型為遠藤喜美治。
- 菊池昌子→藤堂昌子：堀内敬子 （香港配音：林元春）

前川俣銀行的事務員，清晴的妻子。
- 藤堂晴吉：遠藤達郎（日语：遠藤たつお）

清晴的父親。
- 藤堂憲太：宇佐見謙仁

清晴的兒子。

#### 佐藤家
- 佐藤久志：山崎育三郎（幼年期：山口太幹）（香港配音：梁偉德、陳琴雲（幼年））

裕一的幼年玩伴。角色原型為伊藤久男。
- 佐藤彌一：日向丈（日语：日向丈）（香港配音：麥皓豐）

久志的父親。
- 佐藤玲子：黑川芽以（日语：黒川芽以）（香港配音：黃昕瑜）

久志的繼母。
- 幸代：池津祥子（日语：池津祥子）

佐藤家的女傭。

#### 和服屋「喜多一」
- 大河原隆彥：菅原大吉（日语：菅原大吉）（香港配音：盧國權）

和服屋的掌櫃。
- 桑田博人：清水伸（日语：清水伸）（香港配音：張錦江）

和服屋的店員。
- 及川志津雄：田中偉登（日语：田中偉登）（香港配音：黃積權）

和服屋的店員。

#### 川俣銀行的人們
- 落合五郎：相島一之（日语：相島一之） （香港配音：招世亮）

川俣銀行的分店長。
- 鈴木廉平：松尾諭 （香港配音：劉奕希）

川俣銀行的行員。
- 松坂寬太：望月步

川俣銀行的新進行員。

#### 福島的其他人們
- 富→志津：堀田真由（幼年期：白鳥玉季）（香港配音：何璐怡）

舞廳的交際花，裕一的小學同學及初戀。
- 新田先生：芹澤興人（日语：芹澤興人）（香港配音：蕭徽勇）

裕一的小學老師。
- 立川敦司：岡部貴志（日语：岡部たかし）  （香港配音：陳欣）

茂兵衛的隨從。
- 太郎：田村繼（日语：田村継）（香港配音：謝潔貞）

裕一的小學同學。
- 楠田史郎：大津尋葵（日语：大津尋葵）（幼年期：細井鼓太）（香港配音：胡家豪、林丹鳳（幼年））

裕一的小學同學。
- 產婆：稻川實代子（日语：稲川実代子）
- 編集長：塚本幸男

鐵男的上司。
- 堂林社長：齊木茂（香港配音：招世亮）

新聞社社長，鐵男的上司。
- 堂林仁美：春花（日语：春花）（香港配音：何璐怡）

社長千金。
- 川野三津代：山田麗（日语：山田麗）

演唱「福島進行曲」的歌手。角色原型為天野喜久代。
- 畠山：槙田雄司（日语：マキタスポーツ）（香港配音：蕭徽勇）

棄蠶而改種蘋果的農民。
- 畠山之妻：柿丸美智惠（日语：柿丸美智恵）
- 畠山真紀子（畠山まき子）：志田未來（香港配音：何璐怡）

果農的女兒，浩二的妻子。
- 村野典男→三上典男：泉澤祐希（幼年期：三浦透馬）（香港配音：胡家豪）

鐵男的弟弟，理髮師。
- 三上多美子：關惠美（香港配音：曾秀清）

典男的妻子。
- 三上明男：竹內一加

典男的長子。
- 三上武男：鳥越壯真（日语：鳥越壮真）

典男的次子。
- 佐久間校長：岡山一（日语：おかやまはじめ）

裕一母校的校長。
- 盛田老師：尾關伸次（日语：尾関伸次）

裕一母校的老師。

### 愛知的人們

#### 關內家
- 關內安隆：光石研（香港配音：招世亮）

小音的父親。角色原型為內山安藏。
- 關內光子：藥師丸博子（香港配音：陸惠玲）

小音的母親。角色原型為內山美津（内山みつ）。
- 關內吟：松井玲奈（幼年期：本間叶愛）（香港配音：詹健兒）

小音的姐姐。
- 關內梅→田之上梅：森七菜（幼年期：新津知世（日语：新津ちせ））（香港配音：成瑤孆）

小音的妹妹。
- 鏑木智彥→關內智彥：奧野瑛太（日语：奥野瑛太）（香港配音：麥皓豐）

小吟的丈夫。
- 健：松大航也（日语：松大航也）（少年期：淺川大治）

戰亂遺孤。在黑市裡以扒竊維生，後被智彥收養。

#### 愛知的其他人們
- 御手洗清太郎：古川雄大（香港配音：李致林）

小音的歌唱老師。
- 打越金助：平田滿（日语：平田満）（香港配音：林國雄）

軍用品業者。
- 岩城新平：吉原光夫（日语：吉原光夫）（香港配音：梁志達）

關內家馬具店的領班。
- 小岩井主任：內藤友也（日语：内藤トモヤ）（香港配音：李錦綸）
- 熊谷：宇野祥平（日语：宇野祥平）（香港配音：翟耀輝）

小音的小學老師。
- 校醫：真魚（日语：真魚 (女優)）（香港配音：黃昕瑜）

小音的小學校醫。
- 神崎增（神崎ます）：篠原友希子（香港配音：劉惠雲）

良子的母親。
- 神崎良子：田中理念（香港配音：陳皓宜）

小音的小學同學。
- 多惠：太田梨香子（香港配音：廖欣怡）

小音的小學同學。
- 末吉結：森田想（日语：森田想）（幼年期：小熊萌凜）

小梅的小學同學，筆名「幸文子」。
- 鶴龜寅吉：古館伊知郎（日语：古舘伊知郎）

音樂演出經理。
- 田之上五郎：岡部大（日语：岡部大）  （香港配音：陳卓智）

裕一的弟子，小梅的丈夫。

### 東京的人們

#### 哥倫布唱片的人們
（原型為哥倫比亞唱片）
- 小山田耕三：志村健[a]  （香港配音：林國雄）

啟迪裕一的音樂家。角色原型為山田耕筰。
- 廿日市譽：古田新太  （香港配音：葉振聲）

哥倫布唱片的音樂總監。
- 木枯正人：野田洋次郎（香港配音：曹啟謙）

裕一的同期作曲家。角色原型為古賀政男。
- 杉山茜（杉山あかね）：加彌乃

哥倫布唱片的秘書。
- 山藤太郎：柿澤勇人

哥倫布唱片的歌手。角色原型為藤山一郎。
- 小田和夫：櫻木健一（日语：桜木健一）

哥倫布唱片的技師。
- 寅田熊次郎：坪根悠仁

哥倫布唱片的新人歌手。

#### 喫茶店「竹子」
- 梶取保：野間口徹（日语：野間口徹）（香港配音：李致林）

喫茶店老闆。
- 梶取惠：仲里依紗（香港配音：劉惠雲）

喫茶店女主人。

#### 東京帝國音樂學校（日语：帝国音楽学校）
- 老師：高田聖子（日语：高田聖子）（香港配音：許盈）

理解小音的教師。
- 夏目千鶴子：小南滿佑子（日语：小南満佑子）（香港配音：廖欣怡）

小音的同學。角色原型為關屋敏子。
- 筒井潔子：清水葉月（日语：清水葉月）

小音的同學。
- 今村和子：金澤美穗（日语：金澤美穂）

小音的同學。
- 澤田豐子：清瀨八重子（日语：清瀬やえこ）

音樂學校學生，歌劇「茶花女」的演員。
- 西田宏：中山求一郎（日语：中山求一郎）

音樂學校學生，歌劇「茶花女」的演員。
- 井上晃：諫早幸作（日语：諫早幸作）

音樂學校學生，歌劇「茶花女」的演員。

#### 早稻田大學
- 田中隆：三浦貴大（香港配音：劉奕希）

早稻田大學應援部團長。
- 佐藤幸太郎：齋藤嘉樹（日语：斎藤嘉樹）

應援部成員，久志的從兄弟。
- 小熊：一之瀨亙（日语：一ノ瀬ワタル）

應援部成員。
- 寺門：大門嵩

應援部成員。
- 村田：菅原健（日语：菅原健 (俳優)）

應援部成員。
- 清水誠二：田邊和也（日语：田邊和也）

阿隆的好友，隸屬棒球部。
- 總務處長：德井優（日语：徳井優）
- 西條八十：鈴木信二（日语：鈴木信二）→中野英樹（日语：中野英樹）

早稻田大學文學部教授。

#### 東京的其他人們
- 雙浦環：柴崎幸（香港配音：曾秀清）

舉世聞名的歌劇演唱家。角色原型為三浦環。
- 藤丸：井上希美（日语：井上希美）（香港配音：凌晞）

演唱裕一曲子的藝妓歌手。角色原型為音丸。
- 希穗子：入山法子  （香港配音：魏惠娥）

咖啡館服務員，小音打工的同事。
- 牛島豐（牛島ゆたか）：大河內浩（日语：大河内浩）

作曲家泰斗。
- 老闆娘：黑澤明日香（日语：黒沢あすか）  （香港配音：沈小蘭）

裕一常顧的咖啡館經營者。
- 繪美子（エミ子）：今野杏南（香港配音：凌晞）

裕一常顧的咖啡館女接待。
- 愛子：立花惠理（日语：立花恵理）（香港配音：黃昕瑜）

裕一常顧的咖啡館女接待。
- 御園生新之助：橋本淳（香港配音：李安邦）

慶應義塾大學應援部團長。
- 岡崎：春海四方（日语：春海四方）

小音打工的咖啡館常客。
- 黑崎達治：千葉哲也（日语：千葉哲也）   （香港配音：陳欣）

歌劇「茶花女」的導演。
- 高梨一太郎：野添征爾（日语：ノゾエ征爾）

作詞家。角色原型為高橋掬太郎。
- 木下一：井上順（日语：井上順）

神田古書店街上的喫茶店經營者。
- 今村嗣人：金子統昭（香港配音：鄧志堅）

旅居巴黎的畫家，阿環的戀人。
- 里子：近衛花（日语：近衛はな）（香港配音：陳琴雲）

阿環的友人。
- 池田二郎：北村有起哉（日语：北村有起哉）   （香港配音：潘文柏）

劇作家兼作詞家。角色原型為菊田一夫。
- 竹中涉：伊藤旭輝（日语：伊藤あさひ）（香港配音：張方正）

與小華互生情愫的棒球少年。
- 初田功：持田將史（香港配音：黃積權）

電視台製作人。
- 重森正：板垣瑞生（香港配音：曹啟謙）

電視台員工。
- 春日部：日村勇紀

音效師。
- 梅根登紀子（梅根トキコ）：德永繪里（香港配音：陳琴雲）

弘哉的母親。
- 梅根弘哉：山時聰真（少年期：外川燎）

小音的學生，參與特攻隊，不幸戰死。
- 佐佐木克子：峯村理惠（日语：峯村リエ）

大日本帝國婦人會班長。
- 晴惠：今村有希（日语：今村有希）

婦人會成員。
- 薰：岡林桂子

婦人會成員。
- 三隅忠人：正名僕藏（日语：正名僕蔵）

東都電影製作人。
- 天野弘：山中崇（日语：山中崇）（香港配音：蕭徽勇）

黑市拉麵屋主。
- Belltomas羽生（ベルトーマス羽生）：廣岡由里子（日语：広岡由里子）

小音的歌唱老師。角色原型為能子・貝爾特拉梅利。
- 多田良介：寺内崇幸

作詞家。角色原型為加賀大介。
- 飯塚佐代：黑川智花（香港配音：何璐怡）

孤兒院修女。
- 駒込英治：橋本潤（分飾）（香港配音：葉振聲）

歌劇「波希米亞人」的導演。
- 脇坂：橋爪淳（日语：橋爪淳）（香港配音：招世亮）

歌劇企劃公司常務。
- 伊藤幸造：海寶直人（日语：海宝直人）（香港配音：關令翹）

歌劇「波希米亞人」男高音。
- 八田武：田中俊太郎

歌劇「波希米亞人」男中音。

### 其他人物
- 東奧警衛：萩原聖人
- 東奧職員：中山祐一朗（日语：中山祐一朗）
- 達磨大作：加藤滿（日语：加藤満）

委託裕一創作開幕曲的政治家。
- 吉野福之助：田口浩正（日语：田口浩正）

京都和服屋主。
- 館林信雄：川口覺（日语：川口覚）

口琴俱樂部會長。
- 舞女：椎名琴音（日语：椎名琴音）
- 野島春彥：長田成哉（日语：長田成哉）

夏彥的哥哥，視小音為結婚對象。
- 野島夏彥：坂口涼太郎（日语：坂口涼太郎）

小音的相親對象。
- 猿橋重三：川島潤哉（日语：川島潤哉）

小山田耕三的助理。
- 主教：有福正志（日语：有福正志）
- 山根：花王修（日语：花王おさむ）

關東煮店主。
- 閻魔王：橋本潤

掌管復活票券的冥界守衛。
- 掛田寅男：掛布雅之

棒球「大阪虎」（原型為阪神虎）的代表。
- 林喜一：宮路修（日语：宮路オサム）

哥倫布唱片的新人試鏡參加者。
- 岡島敦：德永優樹

哥倫布唱片的新人試鏡參加者。
- 水川流（水川ながし）：彩青

哥倫布唱片的新人試鏡參加者。
- 利彦：關口安南（日语：関口アナン）

嗣人的畫友。
- 菲利普：彼得・法蘭克（日语：ピーター・フランクル）

巴黎咖啡館主人。
- 亞當：BJ·福克斯

舞台展覽會的製作人。
- 皮埃爾：弗洛倫特・達巴迪（日语：フローラン・ダバディ）

繪畫評論家。
- 永田武：吉岡秀隆 (香港配音: 陳欣)

長崎醫師。角色原型為永井隆。
- 永田由里香（永田ユリカ）：中村友理（香港配音：何璐怡）

永田武的妹妹。
- 岸本和俊：萩原利久

陸軍一等兵，裕一創辦的戰地樂團成員。
- 東次郎：近藤智行（日语：近藤フク）

陸軍一等兵，裕一創辦的戰地樂團成員。
- 神田憲明：山崎潤（日语：山崎潤）

陸軍上等兵，裕一創辦的戰地樂團成員。
- 大倉憲三：片桐仁（香港配音：劉奕希）

戰地記者。
- 水野伸平：大內厚雄（日语：大内厚雄）

作家。角色原型為火野葦平。
- 中井潤一：小松和重（日语：小松和重）

油彩畫家。角色原型為向井潤吉。
- 麻友：深澤志保（日语：深澤しほ）

久志的生母。
- 麻友的再婚丈夫：佐藤誠
- 武田少佐：齋藤步（日语：斎藤歩）

智彥的上司軍官。
- 松田大佐：野添義弘（日语：野添義弘）

小山田敬愛的軍人。
- 佐智子：原涼子（幼年期：森美理愛）

小音的學生。
- 靜子：上野莉子（幼年期：笹川椛音）

小音的學生。
- 澄子：石井友奈

小音的學生。
- 節子：小原樹里（幼年期：伍藤花音）

小音的學生。
- 白石：兼松若人（日语：兼松若人）

復員兵，鐵男關東煮店的來客。
- 黑田：瀨口寬之

鐵男關東煮店的來客。
- 赤松：足立學

鐵男關東煮店的來客。
- 丸井達雄：森本伸（日语：森本のぶ）

廣播電臺職員。
- 神林康子：円城寺綾（日语：円城寺あや）

音樂挺身隊的顧問。
- 蓮沼多津江（蓮沼タツエ）：河井青葉（日语：河井青葉）（香港配音：林元春）

音樂挺身隊的領導。
- 森脇：

小梅的責任編集。
- 濱名中佐：谷田步（日语：谷田歩）

土浦航空隊副長。
- 風間寬大：杉田雷麟（日语：杉田雷麟）

預科練習生。
- 磯村中佐：平野貴大（日语：平野貴大）

司令部參謀。
- 二木軍曹：二之宮隆太郎（日语：二ノ宮隆太郎）

藤堂軍隊的屬下。
- 柿澤勢津（柿澤セツ）：梅澤昌代（日语：梅沢昌代）

與關內家信仰同宗的婦人。
- 山崎：奧田達士（日语：奥田達士）

報國音樂協會（原型為日本音樂文化協會）的負責人。
- 伴坂：

勝利留聲機的負責人。
- 瓜田：柴田浩味

憂心取締嚴峻的基督教教徒。
- 梨本：針原滋（日语：針原滋）

憂心取締嚴峻的基督教教徒。
- 祭司：石坂史朗（日语：石坂史朗）

憂心取締嚴峻的基督教教徒。
- 三田村：宮森右京

預科班長。
- 哈金斯：查爾斯・格洛佛（日语：チャールズ・グラバー）

美籍神父。
- 松川：木原勝利

智彥的同袍。
- 犬井：津田健次郎（香港配音：雷霆）

久志落魄時的牌友。
- 中村：佐野元哉（日语：佐野元哉）

久志落魄時的牌友。
- 關：中松俊哉（日语：中松俊哉）

久志落魄時的牌友。
- 齋藤秀實：遠山俊也（日语：遠山俊也）

全國高校棒球錦標賽・公募歌詞選考會審査員。
- 富田崇：中村靖日（日语：中村靖日）

全國高校棒球錦標賽・公募歌詞選考會審査員。
- 幡谷純雄：信太昌之（日语：信太昌之）

大倉憲三的上司。
- 松宮和俊：名取幸政（日语：名取幸政）

小華照料的病患。
- 松宮千惠（松宮チエ）：山口果林（日语：山口果林）

和俊的妻子。
- 後宮春樹：三木真一郎

廣播劇「請問芳名」男主角。
- 氏家真知子：恆松步（香港配音：鄭麗麗）

廣播劇「請問芳名」女主角。
- 榎木美代子：佐藤玲

小華的護士同僚。
- 城畑：本多力（日语：本多力）

醫師。
- 酒井：今野浩喜（日语：今野浩喜）（香港配音：黃啟昌）

委託裕一創作開幕曲的公務員。
- 鈴木：菅原永二（日语：菅原永二）

酒井的上司。
- 根來：Kaito（日语：KAITO (俳優)）

阿明樂隊的鼓手。
- 春日：Suke（日语：Suke）

阿明樂隊的貝斯手。
- 慎介：Kenji

阿明樂隊的吉他手。
- 廣松寬治：松本大輝

有志於作曲家的青年。

## 播出日程
| 週次                                                    | 集數     | 播出日期              | 標題                   | 導演                       | 收視率 |
| ------------------------------------------------------- | -------- | --------------------- | ---------------------- | -------------------------- | ------ |
| 1                                                       | 1－5     | 2020年3月30日－4月3日 | （初次應援）           | 吉田照幸                   | 19.5%  |
| 2                                                       | 6－10    | 4月6日－4月10日       | （命中注定的竹取公主） | 吉田照幸 松園武大          | 19.9%  |
| 3                                                       | 11－15   | 4月13日－4月17日      | （艱辛的路途）         | 吉田照幸                   | 19.7%  |
| 4                                                       | 16－20   | 4月20日－4月24日      | （遙遠如你）           | 松園武大                   | 20.5%  |
| 5                                                       | 21－25   | 4月27日－5月1日       | （愛的狂想曲）         | 吉田照幸                   | 20.8%  |
| 6                                                       | 26－30   | 5月4日－5月8日        | （兩人的決心）         | 松園武大                   | 20.4%  |
| 7                                                       | 31－35   | 5月11日－5月15日      | （如夢的新婚期）       | 橋爪紳一朗                 | 21.2%  |
| 8                                                       | 36－40   | 5月18日－5月22日      | （蔚藍天空）           | 野口雄大                   | 21.8%  |
| 9                                                       | 41－45   | 5月25日－5月29日      | （東京戀愛故事）       | 橋爪紳一朗                 | 21.3%  |
| 10                                                      | 46－50   | 6月1日－6月5日        | （共鳴的夢想）         | 吉田照幸                   | 21.2%  |
| 11                                                      | 51－55   | 6月8日－6月12日       | （家人的詠歌）         | 松園武大                   | 21.2%  |
| 12                                                      | 56－60   | 6月15日－6月19日      | （另一個故事）         | 吉田照幸                   | 20.3%  |
| 13                                                      | 61－65   | 6月22日－6月26日      | （挖掘明星試鏡！）     | 野口雄大                   | 20.5%  |
| 因COVID-19而暫停播映（6月29日 - 9月11日）               |          |                       |                        |                            |        |
| 14                                                      | 66－70   | 9月14日－9月18日      | （弟子來了！）         | 松園武大                   | 18.8%  |
| 15                                                      | 71－75   | 9月21日－9月25日      | （恩師的歌曲）         | 鹿島悠                     | 19.0%  |
| 16                                                      | 76－80   | 9月28日－10月2日      | （不協和音）           | 橋爪紳一郎                 | 18.7%  |
| 17                                                      | 81－85   | 10月5日－10月9日      | （歌曲的力量）         | 橋爪紳一郎 鹿島悠          | 19.1%  |
| 18                                                      | 86－90   | 10月12日－10月16日    | （戰場之歌）           | 吉田照幸                   | 19.1%  |
| 19                                                      | 91－95   | 10月19日－10月23日    | （鐘聲響起）           | 吉田照幸                   | 19.3%  |
| 20                                                      | 96－100  | 10月26日－10月30日    | （桂冠因你而閃耀）     | 倉崎憲                     | 19.7%  |
| 21                                                      | 101－105 | 11月2日－11月6日      | （夢的延續）           | 橋爪紳一郎 小林直毅        | 19.6%  |
| 22                                                      | 106－110 | 11月9日－11月13日     | （響徹故鄉的歌）       | 松園武大 丸山文正          | 19.5%  |
| 23                                                      | 111－115 | 11月16日－11月20日    | （愛的旋律）           | 吉田照幸 安食大輔 谷口尊洋 | 19.8%  |
| 24                                                      | 116－120 | 11月23日－11月27日    | （聲援）               | 吉田照幸                   | 21.8%  |
| 平均收視率20.1%（收視率由Video Research於關東地區統計） |          |                       |                        |                            |        |

- 第12週由三篇各自獨立的故事組成：
  - 第56－57回：（父親歸來）
  - 第58回：（古書店之戀）
  - 第59－60回：（環的巴黎故事）

## 獲獎
| 年份   | 名稱              | 獎項           | 入圍者／得獎者                        | 結果 |
| ------ | ----------------- | -------------- | ------------------------------------- | ---- |
| 2020年 | 第106回日劇學院賞 | 最佳作品       | 歡呼                                  | 提名 |
| 2020年 | 第106回日劇學院賞 | 最佳男主角     | 窪田正孝                              | 獲獎 |
| 2020年 | 第106回日劇學院賞 | 最佳男配角     | 山崎育三郎                            | 提名 |
| 2020年 | 第106回日劇學院賞 | 最佳女配角     | 二階堂富美                            | 獲獎 |
| 2020年 | 第106回日劇學院賞 | 最佳電視劇歌曲 | 《星影的歡呼（星影のエール）》GReeeeN | 獲獎 |
| 2020年 | 第106回日劇學院賞 | 最佳導演       | 吉田照幸、松園武大、橋爪紳一朗        | 獲獎 |
| 2020年 | 第106回日劇學院賞 | 最佳劇本       | 清水友佳子、嶋田嬉葉、吉田照幸        | 提名 |

## 製作團隊
- 原作：林宏司
- 編劇：清水友佳子（日语：清水友佳子）、嶋田嬉葉（日语：嶋田うれ葉）、吉田照幸（日语：吉田照幸）
- 音樂：瀨川英史（日语：瀬川英史）
- 主題曲：GReeeeN《星影的欢呼》[7]
- 旁白：津田健次郎（香港配音：雷霆）
- 總集編導覽員：日村勇紀
- 導演：吉田照幸（日语：吉田照幸）、松園武大、橋爪紳一朗、野口雄大、鹿島悠
- 製作人：小西千榮子、小林泰子、土居美希
- 製作統籌：土屋勝裕

## 外部連結
- NHK官方網站 （页面存档备份，存于）（日語）
- 歡呼的X（前Twitter）
- 歡呼的Instagram帳戶
- 緯來日本台官方網站 （页面存档备份，存于）（繁體中文）

| 日本 NHK 連續電視小說                 | 日本 NHK 連續電視小說                                   | 日本 NHK 連續電視小說 |
| ------------------------------------- | ------------------------------------------------------- | --------------------- |
|                                       | 歡呼 （2020年3月30日－6月26日 2020年9月14日－11月27日） |                       |
| 緋紅 （2019年9月30日－2020年3月28日） | 小女侍 （2020年11月30日－2021年5月14日）                |                       |

| 臺灣 緯來日本台 星期一至五 21:00 - 22:00         | 臺灣 緯來日本台 星期一至五 21:00 - 22:00               | 臺灣 緯來日本台 星期一至五 21:00 - 22:00 |
| ------------------------------------------------ | ------------------------------------------------------ | ---------------------------------------- |
|                                                  | 加油 ! 夫妻協奏曲 （2021年10月29日 - 2021年12月23日）  |                                          |
| ＃家族募集中 （2021年10月18日 - 2021年10月28日） | 不良少年與白手杖女孩 （2021年12月24日 - 2022年1月7日） |                                          |